# I-366 (sous-marin)
L'I-366 (イ-366) est un sous-marin de Classe Type D (丁型/潜丁型潜水艦, Tei-gata/Sen-Tei-gata sensuikan) de la sous-classe D1 (丁型/潜輸（伊三百六十一型）, Tei-gata/Sen'yu, classe I-361) en service dans la marine impériale japonaise durant la Seconde Guerre mondiale.
Il a servi pendant la Seconde Guerre mondiale et a effectué des missions de transport entre le Japon et des îles périphériques jusqu'à ce qu'il soit transformé en porte-torpilles d'attaque suicide kaiten. Il a survécu à la guerre, s'est rendu aux forces alliées en 1945 et a été sabordé en 1946.

## Description
Les sous-marins de la sous-classe D1 étaient des sous-marins de transport à moyenne portée. La construction s'étalant entre 1943 et 1944
Ils ont un déplacement de 1 463 tonnes en surface et 2 251 tonnes en immersion. Les sous-marins mesuraient 73,5 mètres de long, avaient une largeur de 8,9 mètres et un tirant d'eau de 4,76 mètres. Les sous-marins permettaient une profondeur de plongée de 75 m et avaient un effectif de 55 officiers et membres d'équipage.
Kampon a été retenu comme fabricant des moteurs diesel Mk.23B Model 8. Pour la navigation de surface, les sous-marins étaient propulsés par deux moteurs diesel de 925 cv (680 kW), chacun entraînant un arbre d'hélice. En immersion, chaque hélice était entraînée par un moteur électrique de 600 chevaux-vapeur (441 kW). Ils pouvaient atteindre 13 nœuds (24 km/h) en surface et 6,5 nœuds (12 km/h) sous l'eau. En surface, les D1 avaient une autonomie de 15 000 milles nautiques (27 800 km) à 10 noeuds (19 km/h); en immersion, ils avaient une autonomie de 120 milles nautiques (200 km) à 3 noeuds (6 km/h).
Les sous-marins étaient armés de 2 tubes lance-torpilles internes de 53,3 cm à l'avant. Ils transportaient un torpille pour chaque tube, soit un total de 2 torpilles Type 95. Ils étaient également armés d'un canon de pont de 140 mm (L/40) Type 11e année pour le combat en surface et de 2 canons anti-aérien de 25 mm Type 96.

## Construction
Construit par l'Arsenal naval de Kure au Japon, le I-366 a été mis sur cale le 26 août 1943 sous le nom de sous-marin de transport n°5466. Il a été lancé le 9 mars 1944 et est renommé I-366. Il a été achevé et mis en service le 3 août 1944.

## Historique
Le I-366 est mis en service dans la Marine impériale japonaise le 3 août et rattaché au district naval de Yokosuka. Le capitaine de corvette (海軍少佐 (Kaigun-shōsa)) Masata Keiji est le commandant du sous-marin lors de sa mise en service. Il est affecté au 11e escadron de sous-marins pendant sa mise au point dans la zone de Kobe.
Il s'est ensuite installé à Kure où l'un de ses moteurs diesel est tombé en panne au début de septembre 1944. Les réparations ont duré jusqu'au début d'octobre 1944. Une fois ses travaux terminés, il a été réaffecté au 7e escadron de sous-marins le 2 octobre 1944 et il est arrivé à Yokosuka au début de novembre 1944.

### Missions de transport
Le 3 décembre 1944, à 16 heures, le I-366 quitte Yokosuka à destination de Pagan, dans les îles Mariannes, pour sa première mission de transport, transportant 51 tonnes de nourriture et de munitions. Peu après son départ, il rencontre une tempête et perd plusieurs conteneurs d'approvisionnement remplis de riz sur son pont arrière, qui sont emportés par-dessus bord. Le 10 décembre 1944, il est en surface en train de recharger ses batteries lorsqu'il détecte un avion et plonge en catastrophe, avec l'intention de plonger à 40 m, mais une valve a mal fonctionné, ce qui l'a fait descendre à 88 m et a provoqué une fuite par le puits de son périscope. Il arrive à Pagan dans la soirée du 14 décembre 1944, transfère sa cargaison sur un bateau de débarquement de classe Daihatsu, embarque 49 passagers, dont quelques pilotes militaires, et reprend la route après seulement quatre heures. Au moins 10 de ses passagers sont des blessés, et six d'entre eux meurent pendant le voyage vers le Japon. Il arrive à Yokosuka à 10 heures le 28 décembre 1944 et débarque ses 43 passagers survivants.
Après son arrivée à Yokosuka, le I-366 commence un carénage, au cours duquel un radar de recherche aérienne de type 13 est installé. À partir du 1er janvier 1945, il fait partie du 7e escadron de sous-marinsavec les sous-marins I-361, I-362, I-363, I-367, I-368, I-369, I-370 et I-371.
Sa révision terminée, le I-366 quitte Yokosuka le 29 janvier 1945 pour son deuxième voyage de transport, à destination de Truk, avec une cargaison d'essence d'aviation et de pièces détachées pour l'avion de reconnaissance Nakajima C6N1 Saiun ("Nuage Iridiscent" ; nom du code allié "Myrt") du 141e groupe aéronaval, qui avait besoin de carburant et de pièces détachées pour des vols de reconnaissance au-dessus du mouillage de l'US Navy (la marine américaine) dans l'atoll d'Ulithi. Peu après le départ, son équipage découvre que son mât radio à ondes courtes ne se rétracte pas, et il retourne donc à Yokosuka. Une fois le mât réparé, il reprend la mer le soir même, passe la nuit du 29 au 30 janvier 1945 dans la baie de Tateyama, puis se dirige vers l'océan Pacifique. Au cours de son voyage, l'un de ses vigies rapporte avoir aperçu un croiseur Allié se dirigeant vers le sud-ouest à 4h48 le 10 février 1945.
Le 12 février 1945, le I-366 arrive à Truk, où il décharge 33 tonnes de carburant et quelques autres cargaisons, puis se dirige vers l'île Mereyon à Woleai dans les îles Caroline, qu'il atteint le 16 février 1945. Il décharge 51 tonnes de nourriture et de munitions dans neuf Daihatsu, embarque 42 ou 43 passagers (les sources ne sont pas d'accord), et reprend la mer en direction de Yokosuka. Au cours de son voyage, il aperçoit un convoi Allié à destination d'Iwo Jima fin février 1945. Il arrive à Yokosuka le 3 mars 1945.

### Porteur Kaiten
Le 7e escadron de sous-marins est désactivé le 20 mars 1945 et le I-366 estréaffecté à la 15e division de sous-marins. Entre-temps, après avoir atteint Yokosuka, le I-366 est converti d'un sous-marin de transport en un porte-torpilles d'attaque suicide kaiten, la conversion impliquant le retrait de son canon de pont de 140 millimètres et une péniche de débarquement de classe Daihatsu et leur remplacement par des accessoires lui permettant de transporter cinq kaiten sur son pont. Contrairement à certains autres sous-marins de type D1, il n'était pas équipé de tubes de torpilles conventionnels.
Alors que le I-366 était en cours de conversion, les forces américaines ont capturé des bases et des mouillages avancés dans les îles Kerama au sud-ouest d'Okinawa entre le 26 et le 29 mars 1945. La bataille d'Okinawa commence lorsque les forces américaines débarquent sur Okinawa même le 1er avril 1945. Une fois sa conversion achevée, le I-366 et le sous-marin I-367 sont désignés comme le groupe kaiten Shimbu ("Guerriers de Dieu") , et le 2 mai 1945, le I-366 reçoit l'ordre de se mettre en route le 4 mai 1945 pour la base de kaiten à Hikari, où il devait charger des kaiten, puis se déployer dans les eaux entre Okinawa et l'atoll d'Ulithi pour attaquer les navires alliés. Le 6 mai 1945, alors qu'il effectue des exercices de lancement de kaiten au large de Hikari, il fait exploser une mine magnétique vers 12h00, et l'explosion endommage ses hélices et ses plans de poupe. Un remorqueur de Hikari arrive et le prend en remorque. Les dommages l'empêchent de participer à la mission Shimbu.
Le I-366 est réparé au chantier naval de Kure, pendant qu'il est en réparation, un nouveau radar est installé à son bord. Le 20 juillet 1945, ses réparations sont terminées et il est engagé dans un entraînement kaiten.
Le 1er août 1945, le I-366 fait partie du groupe kaiten Tamon avec les sous-marins I-47, I-53, I-58, I-363 et I-367. Avec cinq kaiten à bord, il fait route ce jour-là depuis Hiraovers une zone de patrouille au sud-est d'Okinawa.
Le 11 août 1945, le I-366 aperçoit un convoi allié à 500 milles nautiques (930 km) au nord de Palau et tente de lancer ses cinq kaiten. Deux sont défectueux, mais il lance les trois autres à très longue distance. Le I-366 ne détecte pas d'impact, et son navigateur estime que les trois kaiten ont manqué de carburant avant d'atteindre le convoi et que leurs pilotes ont suffoqué. Le I-366 a néanmoins déclaré que trois transports alliés avaient coulé lors de l'attaque, bien que les analyses d'après-guerre n'aient évalué aucun dommage aux navires du convoi.
Le I-366 a mis le cap sur le Japon. En cours de route, il apprend le 15 août 1945 que l'empereur Hirohito avait annoncé la fin des hostilités entre le Japon et les Alliés ce jour-là. Il arrive à Kure le 18 août 1945 et se rend aux Alliés en septembre 1945.

### Disposition finale
En octobre 1945, le I-366 déménage de Kure à Sasebo, où il est dépouillé de tout matériel et équipement de valeur.
Les Japonais le rayent de la liste de la marine le 30 novembre 1945.
Dans le cadre de l'opération Road's End, le sous-marin de la marine américaine USS Nereus remorqué le I-366 de Sasebo jusqu'à une zone au large des îles Goto le 1er avril 1946, où il se trouve parmi plusieurs sous-marins japonais sabordés ce jour-là. À 13h39, son équipage japonais quitte le sous-marin. À 13h50, une charge de démolition dans son compartiment arrière explose et le I-366 commence à couler lentement par la poupe, sa proue s'élevant de 15 m au-dessus de l'eau. A 13h52, une charge de démolition à l'avant explose et le I-366 explosé. Les débris du I-366 atterrissent sur une large surface et l'une des portes d'un tube lance-torpilles a manqué d'environ 100 mètres l'annexe du Nereus, qui transporte une partie de l'équipage du I-366.